# Cadafaz (Góis)
Cadafaz ist eine Ortschaft und ehemalige Gemeinde in Portugal.

## Geschichte
Spuren des hier von Römern und Arabern betriebenen Erzabbaus belegen eine lange Besiedlung des Gemeindegebiets, jedoch stammen die ersten offiziellen Dokumente über den heutigen Ort von seiner Erhebung zur Gemeinde im Jahr 1560. Zum Kreis Góis gehörte Cadafaz dabei immer schon, bis heute.

## Kultur und Sehenswürdigkeiten
Neben der Capela de Santo António aus dem 16. Jahrhundert ist auch die 1686 errichtete, einschiffige Gemeindekirche (Igreja Paroquial de Cadafaz, auch Igreja de Nossa Senhora das Neves) denkmalgeschützt.

## Verwaltung
Cadafaz war eine Gemeinde (Freguesia) im Kreis (Concelho) von Góis. Am 30. Juni 2011 hatte die Gemeinde 190 Einwohner auf einer Fläche von 37,2 km².
Folgende Ortschaften liegen im Gebiet der ehemaligen Gemeinde:
- Cadafaz
- Corterredor
- Mestras
- Tarrastral
- Cabreira
- Sandinha
- Capelo
- Candosa
- Relvas

Im Zuge der kommunalen Neuordnung Portugals nach den Kommunalwahlen am 29. September 2013 wurde die Gemeinde Cadafaz mit Colmeal zur neuen Gemeinde União das Freguesias de Cadafaz e Colmeal zusammengeschlossen. Sitz der neuen Gemeinde wurde Cadafaz.